# Diócesis de Zhengding
La diócesis de Zhengding o de Chengting (en latín: Dioecesis Cemtimensis y en chino: 天主教正定教区) es una circunscripción eclesiástica de la Iglesia católica en China. Se trata de una diócesis latina, sufragánea de la arquidiócesis de Pekín. Desde septiembre de 2016 su obispo es Paulus Dong Guan-hua, aunque para el Anuario Pontificio está vacante desde el 10 de junio de 1959. En 1980 la Asociación Patriótica Católica China renombró la diócesis de Zhengding como diócesis de Shijiazhuang, sin el asentimiento de la Santa Sede. 

## Territorio y organización
La diócesis extiende su jurisdicción sobre los fieles católicos de rito latino residentes en parte de la provincia de Hebei. 
La sede de la diócesis se encuentra en la ciudad de Zhengding, en el área metropolitana de Shijiazhuang, en donde se halla la Catedral de la Inmaculada Concepción (de la Iglesia oficial). En la villa de Wuqiu se halla la catedral clandestina de Cristo Rey.
En 1948 en la diócesis no se reportaron parroquias.

## Historia
El vicariato apostólico de Pekín Occidental fue erigido el 30 de mayo de 1856 con el breve Pastorum principis del papa Pío IX, obteniendo el territorio de la suprimida diócesis de Pekín (hoy arquidiócesis).
Posteriormente tomó el nombre de vicariato apostólico de Ce-li Sudoccidental.
El 15 de abril de 1924 cedió una porción de su territorio para la erección de la prefectura apostólica de Lixian (hoy diócesis de Anguo) mediante el breve Ex hac sublimi del papa Pío XI.
El 3 de diciembre de 1924 cambió su nombre por el de vicariato apostólico de Chengtingfu en virtud del decreto Vicarii et Praefecti de la Congregación de Propaganda Fide.
En 1929 cedió una porción de su territorio para la erección de la prefectura apostólica de Zhaoxian (hoy diócesis de Zhaoxian) mediante el breve Cum Vicarius del papa Pío XI.
En 1933 cedió otra porción de su territorio para la erección de la prefectura apostólica de Shundefu (hoy diócesis de Shunde) mediante el breve Supremum votum del papa Pío XI.
El 11 de abril de 1946 el vicariato apostólico fue elevado a diócesis con la bula Quotidie Nos del papa Pío XII.
El 12 de julio de 1949 la provincia de Hebei fue ocupada por el Partido Comunista de China, que se impuso en la guerra civil y proclamó la República Popular China el 1 de octubre de 1949. Todos los misioneros extranjeros fueron expulsados de China comunista. En 1951 China comunista y la Santa Sede rompieron relaciones diplomáticas, reconociendo la Santa Sede a la República de China en Taiwán como el legítimo gobierno chino.
La Asociación Patriótica Católica China fue creada con el apoyo de la Oficina de Asuntos Religiosos de la República Popular de China en 1957, con el objetivo de controlar las actividades de los católicos en China. Su nombre público es Iglesia católica china y es referida como la "Iglesia oficial" en contraposición a la "Iglesia subterránea" o "Iglesia clandestina" leal a la Santa Sede.
En el período de 1966 a 1976 la Revolución Cultural se ensañó especialmente contra la religión, destruyéndose numerosas iglesias.
En 1980 la Asociación Patriótica Católica China renombró la diócesis de Zhengding como diócesis de Shijiazhuang, sin el asentimiento de la Santa Sede.
El 8 de febrero de 1981, el sacerdote Julius Jia Zhiguo, de 44 años, fue ordenado obispo "clandestino", fue detenido varias veces por la policía; su última salida de prisión se remonta al 7 de julio de 2010. Con esa ocasión el cardenal prefecto de la Congregación para la Evangelización de los Pueblos, Ivan Dias, en nombre del papa Benedicto XVI, envió un mensaje de estima y buenos deseos a Jia Zhiguo.
El 21 de mayo de 1989 el obispo "oficial" de Shijiazhuang era el sacerdote Paul Jiang Taoran, que más tarde parece haber solicitado y obtenido la legitimación del papa Benedicto XVI. Sin embargo, dado que no puede haber dos titulares ordinarios en una misma circunscripción eclesiástica, parece que Jiang Taoran aceptó la autoridad de Jia Zhiguo, retirándose del ministerio. Paul Jiang Taoran falleció el 15 de noviembre de 2010.
El 22 de septiembre de 2018 se firmó en Pekín el Acuerdo provisional entre la Santa Sede y la República Popular de China sobre el nombramiento de los obispos. El 22 de octubre de 2020 el acuerdo fue prorrogado por otros dos años y en octubre de 2022 por otros dos años más.
Debido a la situación particular de la Iglesia católica en China, la Santa Sede no nombra obispos para las diócesis chinas, que son sedes oficialmente vacantes incluso en presencia de obispos reconocidos por Roma.

## Estadísticas
Según el Anuario Pontificio 2002 la diócesis tenía a fines de 1948 un total de 52 000 fieles bautizados.
| Año                                                                             | Población            | Población | Población      | Sacerdotes | Sacerdotes    | Sacerdotes    | Bautizados por sacerdote | Diáconos permanentes | Religiosos | Religiosos | Parroquias |
| Año                                                                             | Bautizados católicos | Total     | % de católicos | Total      | Clero secular | Clero regular | Bautizados por sacerdote | Diáconos permanentes | Varones    | Mujeres    | Parroquias |
| ------------------------------------------------------------------------------- | -------------------- | --------- | -------------- | ---------- | ------------- | ------------- | ------------------------ | -------------------- | ---------- | ---------- | ---------- |
| 1948                                                                            | 52 000               | 4 000     | 1.3            | 53         | 53            |               | 981                      |                      | 35         | 121        |            |
| Fuente: Catholic-Hierarchy, que a su vez toma los datos del Anuario Pontificio. |                      |           |                |            |               |               |                          |                      |            |            |            |

## Episcopologio
- Jean-Baptiste Anouilh, C.M. † (14 de diciembre de 1858-18 de febrero de 1869 falleció)
- François-Ferdinand Tagliabue, C.M. † (22 de junio de 1869-5 de agosto de 1884 nombrado vicario apostólico de Ce-li Septentrional)
- Jean-Baptiste-Hippolyte Sarthou, C.M. † (16 de enero de 1885-6 de junio de 1890 nombrado vicario apostólico de Ce-li Septentrional)
- Jules Bruguière, C.M. † (28 de julio de 1891-19 de octubre de 1906 falleció)
- Jules-Auguste Coqset, C.M. † (3 de mayo de 1907-4 de febrero de 1917 falleció)
- Jean de Vienne de Hautefeuille, C.M. † (2 de abril de 1917 por sucesión-2 de abril de 1919 nombrado vicario apostólico coadjutor de Ce-li Septentrional)
- Franciscus Hubertus Schraven, C.M. † (16 de diciembre de 1920-9 de octubre de 1937 falleció)
- Job Chen Chi-ming, C.M. † (5 de enero de 1939-10 de junio de 1959 falleció)
  - Sede vacante
  - Andrew Liu An-zhi, C.M. † (24 de enero de 1962 consagrado-1970? falleció) (obispo oficial)
  - Paul Jiang Taoran † (21 de mayo de 1989 consagrado-15 de noviembre de 2010 falleció) (obispo oficial)
  - Julius Jia Zhiguo, consagrado el 8 de febrero de 1981 (obispo clandestino)
  - Paulus Dong Guan-hua, desde septiembre de 2016 (obispo clandestino, pero sin autorización papal)[14]